# Звиздаль
Звиздаль или Звездаль — правый приток реки Уж, протекающий по Коростенскому району (Житомирская область). Является магистральным каналом осушительной системы.

## География
Длина — 32 или 35 км (5 км в Малинском районе, 30 км в Народничском районе). Площадь бассейна — 440 км². Русло реки (отметки уреза воды) в среднем течении (село Листвиновка) находится на высоте 141,9 м над уровнем моря. Является магистральным каналом осушительной системы и служит водоприёмником системы. Русло выпрямлено в канал (канализировано) шириной 8 м (в нижнем течении 15) и глубиной 1,5-1,6 м, дно песчаное.
Притоки (от истока к устью):
1. Буча
2. Чертовец

Берёт начало от ручьёв возле села Недашки. Река течёт на северо-восток, север-запад. Впадает в реку Уж (на 108-м км от её устья) южнее упразднённого села Новое Шарно.
Пойма занята болотами, лесами (доминирование сосны). Протекает (нижнее и часть среднего течения) по территории Древлянского природного заповедника.
Населённые пункты на реке (от истока к устью):
1. Недашки
2. Бродник
3. Сухаревка
4. Базар
5. Рудня-Базарская
6. Листвиновка
7. Великие Миньки
8. Малые Миньки[6]
9. Шишеловка[6]
10. Звиздаль[6]